# Сан-Тельмо (район Буэнос-Айреса)
Сан-Тельмо (исп. San Telmo) — район Буэнос-Айреса, лучше других сохранивший историческую застройку колониального периода. В конце XIX века Сан-Тельмо облюбовали иммигранты, в том числе из России, что привело к постройке первой в Южной Америке православной церкви — Свято-Троицкой. В 60-е и 70-е годы он стал богемным районом с мастерскими художников и джаз-клубами. На улицах, мощёных брусчаткой, перемежаются кафе, танго-клубы, антикварные магазинчики, уличными художниками и танцорами, что делает этот район особенно привлекательным для туристов .